# Liste der pakistanischen Botschafter in der Schweiz
Die pakistanische Botschaft befindet sich an der Bernastrasse 47 in Bern.
Der pakistanische Botschafter in Bern ist regelmässig auch in Liechtenstein und beim Heiligen Stuhl akkreditiert. Bis 1958 war der pakistanische Botschafter in Bern auch regelmässig bei der Regierung in Wien akkreditiert.
| Ernannt / Akkreditiert | Name                           | Bemerkungen | ernannt von              | akkreditiert bei    | Posten verlassen |
| ---------------------- | ------------------------------ | --- | ------------------------ | ------------------- | ---------------- |
| 15. Feb. 1955          | Syed Magbur Murshed            | Geschäftsträger, Murshed, Syed Magbur in der Datenbank Dodis der Diplomatischen Dokumente der Schweiz | Iskander Mirza           | Max Petitpierre     | 15. Apr. 1955    |
| 15. Apr. 1955          | Ahmed Ali                      | Geschäftsträger, Ali, Ahmed in der Datenbank Dodis der Diplomatischen Dokumente der Schweiz | Iskander Mirza           | Max Petitpierre     | 6. Sep. 1955     |
| 1955                   | Hasan Shaheed Suhrawardy       | | Iskander Mirza           | Max Petitpierre     | 1959             |
| 28. Juli 1956          | Abdul Motaleb Malik            | | Iskander Mirza           | Max Petitpierre     | 28. Okt. 1958    |
| 29. Okt. 1958          | Akbar H.B. Tyabji              | Geschäftsträger, Tyabji, Akbar H.B. in der Datenbank Dodis der Diplomatischen Dokumente der Schweiz | Mohammed Ayub Khan       | Paul Chaudet        | 1. Mai 1959      |
| 1. Mai 1959            | Mutahir Husain                 | Geschäftsträger, Husain, Mutahir in der Datenbank Dodis der Diplomatischen Dokumente der Schweiz | Mohammed Ayub Khan       | Paul Chaudet        |                  |
| 24. Juli 1959          | Sikander Ali Baig              | | Mohammed Ayub Khan       | Paul Chaudet        | 7. Sep. 1962     |
| 1959                   | Mohammad Mir Khan              | | Mohammed Ayub Khan       | Paul Chaudet        | 1960             |
| 1960                   | Mohammed Raza Nawabzada Agha   | General | Mohammed Ayub Khan       | Max Petitpierre     | 1962             |
| 1961                   | S. M. Hussein                  | Gesandtschaftssekretär erster Klasse, Hussein, S. M. in der Datenbank Dodis der Diplomatischen Dokumente der Schweiz | Mohammed Ayub Khan       | Paul Chaudet        |                  |
| 9. Nov. 1962           | Raja Habib ur Rahman Khan      | Rahman, Habibur in der Datenbank Dodis der Diplomatischen Dokumente der Schweiz | Mohammed Ayub Khan       | Willy Spühler       | 22. Mai 1965     |
| 1965                   | Samiullah Khan Dehlavi         | Dehlavi, Samiullah Khan in der Datenbank Dodis der Diplomatischen Dokumente der Schweiz | Mohammed Ayub Khan       | Rudolf Gnägi        | 1966             |
| 1965                   | Nazrul Islam                   | Geschäftsträger, Islam, Nazrul in der Datenbank Dodis der Diplomatischen Dokumente der Schweiz | Mohammed Ayub Khan       | Rudolf Gnägi        | 1966             |
| 1966                   | Jamshed Gustadji Kharas        | | Mohammed Ayub Khan       | Hans Schaffner      | 1967             |
| 18. Nov. 1966          | Abul Khair Mohammad Hafizuddin | Abul Khair Mohammad Hafizuddin in der Datenbank Dodis der Diplomatischen Dokumente der Schweiz | Mohammed Ayub Khan       | Hans Schaffner      | 15. Jan. 1969    |
| 26. Aug. 1969          | Afzal Iqbāl                    | (* 1919; † 1994) Iqbāl, Afzal in der Datenbank Dodis der Diplomatischen Dokumente der Schweiz | Agha Muhammad Yahya Khan | Ludwig von Moos     | 26. Aug. 1971    |
| 10. Sep. 1971          | Khandaker Nurul Hossain        | Hossain, K.N. in der Datenbank Dodis der Diplomatischen Dokumente der Schweiz | Zulfikar Ali Bhutto      | Rudolf Gnägi        | 7. März 1972     |
| 18. Aug. 1972          | Mohammad Yousuf                | Yousuf, Muhammad in der Datenbank Dodis der Diplomatischen Dokumente der Schweiz | Zulfikar Ali Bhutto      | Nello Celio         | 31. Juli 1978    |
| 1978                   | Riaz Khokhar                   | Geschäftsträger | Mohammed Zia ul-Haq      | Willy Ritschard     | 1979             |
| 1979                   | Zulfiqar Ali Khan              | | Mohammed Zia ul-Haq      | Hans Hürlimann      | 1981             |
| 1981                   | Shafkat Saeed                  | Geschäftsträger | Mohammed Zia ul-Haq      | Kurt Furgler        | 1982             |
| 1982                   | Fazli Raziq                    | | Mohammed Zia ul-Haq      | Fritz Honegger      | 1984             |
| 1984                   | Anwar Mahmood Ahmad            | Geschäftsträger | Mohammed Zia ul-Haq      | Leon Schlumpf       | 1985             |
| 1985                   | Saidulla Khan Dehlavi          | | Mohammed Zia ul-Haq      | Kurt Furgler        | 1988             |
| 1988                   | Asad Ezdi                      | Geschäftsträger | Ghulam Ishaq Khan        | Otto Stich          | 1991             |
| 1991                   | Abdul Hafeez Kardar            | Wurde von Nawaz Sharif ernannt, der ihn darum bat, dafür zu sorgen, dass sein Nachfolger im Amt des Vorsitzenden des pakistanischen Parlamentes Gohar Ayub Khan zum Vorsitzenden der Interparlamentarischen Union ernannt wird. Abdul Hafeez Kardar berichtet in seiner Autobiografie An Ambassador’s Diary, dass in einem entsprechenden Empfehlungsschreiben an Walter Buser, Bern phonetisch mit burn wiedergegeben wurde, weshalb er es nicht überreichte. | Nawaz Sharif             | Flavio Cotti        |                  |
| 1991                   | Dilshad Najmuddin              | | Ghulam Ishaq Khan        | Flavio Cotti        | 1992             |
| 1994                   | Tariq Kamal Khan               | | Faruk Ahmad Khan Leghari | Otto Stich          | 1995             |
| 1995                   | Zia Ispahani                   | Sohn von Abol Hassan Ispahani | Faruk Ahmad Khan Leghari | Kaspar Villiger     | 1997             |
| 1997                   | Syed Mohammad Inaamullah       | | Wasim Sajjad             | Arnold Koller       | 1999             |
| 1999                   | Tayyab Siddiqui                | | Mohammed Rafiq Tarar     | Ruth Dreifuss       | 2002             |
| 2003                   | Fauzia Abbas                   | Botschafterin 2006 Botschafterin in Dänemark | Pervez Musharraf         | Pascal Couchepin    | 2006             |
| 30. Nov. 2006          | Ayesha Riyaz                   | Botschafterin | Pervez Musharraf         | Micheline Calmy-Rey | 2011             |
| 2011                   | Muhammad Saleem                | [ 5 ] | Asif Ali Zardari         | Micheline Calmy-Rey |                  |